# Batalla de Tiffauges
Batalla de Tiffauges o també coneguda com a Batalla de Torfou, que va tenir lloc el 19 de setembre de 1793, és una batalla de la primera Revolta de La Vendée. Va veure la derrota dels republicans comandada per Kléber i recentment arribada des de Magúncia.

## Preludi: l'arribada dels Mayençais a l'Oest
El 23 de juliol de 1793, la guarnició francesa que havia ocupat Magúncia des del 1792 capitula després d'una heroica defensa i es deixa lliure contra la promesa de no combatre els exèrcits de la coalició. Com que els vendeans no es van mencionar en els termes de la capitulació, els representants Turreau, Tallien i el general Beauharnais van oferir enviar aquestes tropes a l'oest de França.
Però els representants en missió disputen aquest "Exèrcit de Mainz", 16.000 homes que tenen una gran reputació: Pierre Philippeaux per a l'Exèrcit de les costes de Brest, comandat pel general Canclaux, i René-Pierre Choudieu per a l'exèrcit de "Côtes de La Rochelle", dirigida per Rossignol i els generals sans-culottes. Els debats animen el consell de guerra, presidit per Jean-François Reubell, durant tots els dies del 2 i 3 de setembre. Els soldats mayençais fan saber que no els agrada estar integrat a l'exèrcit de La Rochelle, "absolutament deshonrat als ulls d'Europa". Finalment, cansat, Rossignol, que fins i tot va proposar a Canclaux comandar els dos exèrcits, es va retirar. Els generals de divisió voten i es decideix l'enviament dels Mayençais a l'exèrcit de Brest.
El mateix 3 de setembre, l'Exèrcit de Magúncia marxa cap a Nantes entre les aclamacions de la població. Està comandat pel general Jean-Baptiste Annibal Aubert du Bayet, secundat pel general Kléber, comandant de l'avantguarda, cap de la primera brigada de Vimeux, Beaupuy, cap de la segona, i Nicolas Haxo, de la reserva.

## La campanya de setembre de 1793

### El pla de la campanya
Segons el pla republicà, els Mayençais i els soldats de l'Exèrcit de les costes de Brest han de marxar des de Nantes cap al sud per després guanyar-se a Mortagne-sur-Sèvre a l'est, on es troba la seva unió amb l'exèrcit de les costes de la Rochelle, part al nord-est i a l'est hi ha previst pel 16 de setembre. Derrotats, els vendeans seran llançats de nou a les fortaleses de l'exèrcit de La Rochelle.
Alertats, els líders vendeans de l'exèrcit catòlic i real d'Anjou i del Haut-Poitou es van reunir a La Tremblaye, prop de Cholet. Bonchamps i Talmont proposen de nou creuar part del Loira a l'exèrcit per rebel·lar els bretons, però aquest pla és rebutjat per la majoria dels altres generals.

## Primeres baralles al sud del Loira-Inférieur
El 8 de setembre, les tropes republicanes abandonen Nantes i entren al territori de la Vendée militar.
Ja s'apliquen els decrets de destrucció de la Vendée, es cremen els pobles i es cometen moltes massacres contra els civils.
Va ser l'Exèrcit Catòlic i Reial de Bas-Poitou i el Pays de Retz qui es va enfrontar primer als Mayençais. El 10 de setembre, La divisió de La Cathelinière és derrotada a Port-Saint-Père. Els republicans van utilitzar per primera vegada l'obús que van esclatar, a diferència de les boles de canó, i van provocar incendis. Llavors, Couëtus és colpejat el 13 de setembre, a prop de Saint-Jean-de-Corcoué. Per la seva banda, Beysser repela a Lyrot a "Les Naudières" i entra a Machecoul. Els republicans després marxen sobre Legé. Charette sap que està en desavantatge, que fingeix acceptar el combat i desplega la seva cavalleria. Mentre els republicans prenen posició, la infanteria i els civils fugen. Charette es va retirar al seu torn, deixant a Legé, totalment abandonat, als republicans.
Els republicans es van dirigir a la recerca de Charette: els 16 de setembre ataquen i aixafen la seva rereguarda a Montaigu, la ciutat queda atrapada. L'endemà, una part de l'exèrcit va ocupar Clisson.
Tanmateix, si l'avanç dels exèrcits de Magúncia i de les costes de Brest és impressionant, no és el mateix per a l'exèrcit de les costes de La Rochelle, que a l'est i al sud gairebé es va retrocedir a tot arreu. Rossignol ordena la retirada general, però ni tan sols avisa Canclaux.

## La batalla de Torfou-Tiffauges
El 18 de setembre, Kléber avança sobre Torfou amb una avantguarda de 2.000 homes. La Legió dels Francs i els caçadors de Cassel van dirigir el camí sota les ordres de Jean Fortuné Boüin de Marigny. Pel camí, a les 9 hores, va ser atacat breument a prop de Boussay per cavallers vendeans que van disparar uns trets, després van caure enrere. En arribar a la vista de la ciutat, Kléber encarrega als caçadors i a la infanteria lleugera que agafin les altures. Marigny xoca amb Paydrets i Bas-Poitevins comandats per Charette, Joly i Savin. Al principi, els republicans es van contenir, però Kléber va arribar amb la infanteria de línia i va posar els vendeans a la carretera. Es prenen els turons de Torfou.

Els vendeans es agafen pànic i fugen cap al bosc, però les seves dones que queden enrere els aturen. A causa d'insults i exhortacions, els vendeans van tornar al combat, dirigits per Charette que va exclamar: 
| « | "Qui m'estima em segueix! Com és que m'esteu abandonant, jo mateix conqueriré o moriré." | » |

Però en el moment en què Charette lluitava a les altures, l'exèrcit d'Anjou i del Haut-Poitou, comandat per d'Elbée, Lescure i Bonchamps, aquest últim col·locat en una llitera a causa de les seves ferides, va guanyar Tiffauges i arriba al seu torn al camp de batalla. Els vendeans tenen ara 20.000 homes desplegats des de Torfou fins a Tiffauges i llancen un contraatac general a l'altiplà. Al seu flanc esquerre, dos batallons republicans es retiren, Kléber en detreu un al seu flanc dret per anar-los a substituir. Però a la vista d'aquest moviment, els altres soldats pensen en una retirada i retrocedeixen al seu torn. Kléber intenta rectificar la situació i pren la direcció del flanc esquerre que, en un darrer esforç, intenta tornar a l'atac. Però després d'una batalla ferotge, avançant i retrocedint al seu torn, els republicans, completament desbordats pel nombre i al punt d'estar envoltats per les tropes de Royrand, s'ha de retirar. Kléber, lleument ferit a l'espatlla, imputa Chevardin, comandant dels caçadors de Saône-et-Loire, per protegir la retirada de l'exèrcit al Pont de Boussay. 
| « | "Atureu l'enemic, només per una hora, i estalvieu els vostres companys". | » |

 Morir si cal. Chevardin va obeir, va aguantar el pont durant una hora amb 100 homes i dos canons i va ser assassinat junt amb gairebé tots els seus homes.
Fet el pont, els Vendeans de Charette es van llançar a la recerca dels republicans. Amenaçat de ser atacat a Gétigné, Kléber desplega les seves tropes a les altures de Garennes, on aviat se li uneix Aubert du Bayet i Vimeux al capdavant de 4.000 homes de Clisson. Però els vendeans van tardar en llançar l'atac; un cop entrats a Gétigné, alguns van emborratxar-se i Charrette té la major dificultat per fer-los lluitar. Al seu torn, Canclaux arriba al camp de batalla amb la cavalleria i llança la carrega. Estranyats, els vendeans es van retirar de Gétigné on es van reunir en previsió d'un nou atac que no arribés. Cap dels dos parts torna a l'ofensiva i la batalla s'acaba.

## Conseqüències
Els republicans van patir grans pèrdues. El 2nd batalló de el Jura i el 7è i 8è dels Vosges es van distingir per la seva resistència durant la batalla. Kléber assigna la responsabilitat de la derrota a Beysser per haver-se quedat a Montaigu en lloc de venir a donar-li suport. Tot i que només van enfrontar-se a una avantguarda, aquesta victòria va augmentar la moral dels vendeans que aviat van sobrenomenar l'Exèrcit de Magúncia, "Exèrcit de Terres".
Segons el butlletí reialista publicat pels venendans, 3.000 republicans van morir durant la batalla. Pierre-Suzanne Lucas de La Championnière, oficial de l'exèrcit de Charette, parla de 1.200 republicans morts contra 200 venecians. Segons l'historiador Émile Gabory, Kléber va perdre la meitat dels seus 2.000 homes, a més de 6 canons i 2 obuses.
Quant a les pèrdues a Vendée, van ser 600 homes segons Yves Gras .
Els reialistes decideixen aprofitar la victòria perseguint l'enemic. Ataquen Montaigu on el general Beysser es deixa sorprendre. El22 de setembre, els líders reialistes decideixen que cal donar suport a Bonchamps, que es troba molt a prop de Kléber. Però Charette i Lescure decideixen marxar a Saint-Fulgent on va arribar l'exèrcit republicà de les Arenes. Aquesta desobediència té una conseqüència immediata: a Montaigu, Charette s'assabenta que Kléber s'ha escapat de Bonchamps. Recull el seu exèrcit i torna a Legé .